# Dolichoderus lugens
Dolichoderus lugens är en myrart som beskrevs av Carlo Emery 1894. Dolichoderus lugens ingår i släktet Dolichoderus och familjen myror. Inga underarter finns listade i Catalogue of Life.